# فالدبرول
فالدبرول (بالألمانية: Waldbröl) هي بلدة ألمانية تقع في أوبربرجشر كرايس ‏ في ولاية شمال الراين ويستفاليا، ألمانيا. يقدر عدد سكانها بـ 19,567 نسمة ومساحتها 63.32 كيلو متر مربع.

## المدن التوأمة
مدن Witham (ويثام، المملكة المتحدة)، Jüterbog (يوتربوغ، ولاية براندنبورغ، المانيا) وŚwiebodzice (سفيبودجتس، بولندا) هي مدن توأمة لفالدبرول.

## أعلام
- يان شلاودراف
- ماكس بارثل
- مالك جندلي